# Komariwka (Nischyn)
Komariwka (ukrainisch Комарівка; russisch Комаровка Komarowka) ist ein Dorf im Zentrum der ukrainischen Oblast Tschernihiw mit etwa 1700 Einwohnern.

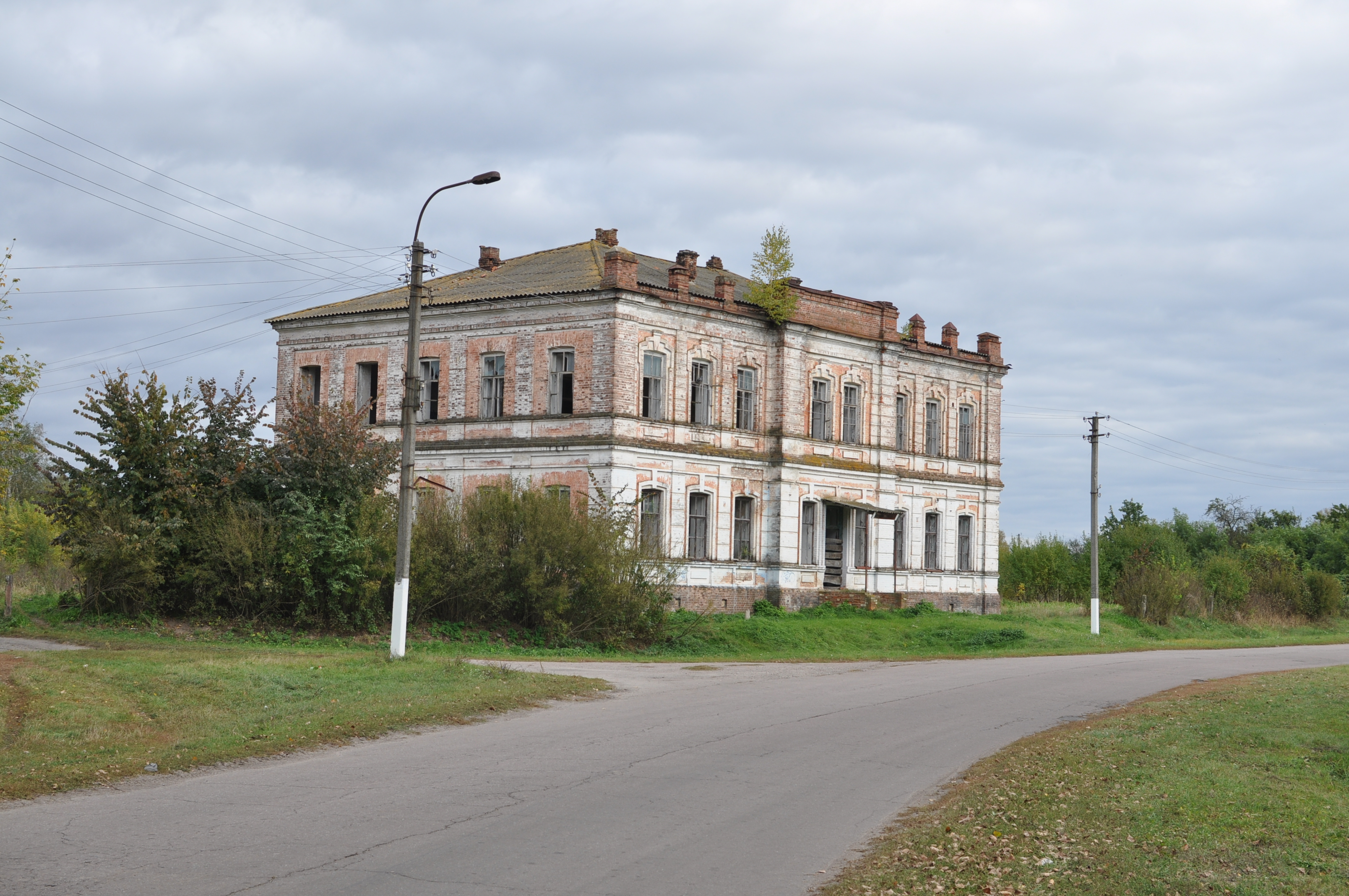
Gebäude im Ort

Das Dorf wurde zum ersten Mal schriftlich in der ersten Hälfte des 17. Jahrhunderts erwähnt und liegt am Fluss Smoljanka (Смолянка), 27 Kilometer nordöstlich der Rajonshauptstadt Nischyn und 65 Kilometer südöstlich der Oblasthauptstadt Tschernihiw, das ehemalige Rajonszentrum Borsna befindet sich 20 Kilometer östlich.

## Verwaltungsgliederung
Am 1. November 2016 wurde das Dorf zum Zentrum der neugegründeten Landgemeinde Komariwka (Комарівська сільська громада/Komariwska silska hromada). Zu dieser zählten auch die 10 in der untenstehenden Tabelle aufgelisteten Dörfer sowie die Ansiedlung Saporischschja, bis dahin bildete es die gleichnamige Landratsgemeinde Komariwka (Комарівська сільська рада/Komariwska silska rada) im Westen des Rajons Borsna.
Am 12. Juni 2020 kamen noch die 3 Dörfer Beresiwka, Stepaniwka und Wolowyzja zum Gemeindegebiet.
Am 17. Juli 2020 kam es im Zuge einer großen Rajonsreform zum Anschluss des Rajonsgebietes an den Rajon Nischyn.
Folgende Orte sind neben dem Hauptort Komariwka Teil der Gemeinde:
| Name                     | Name           | Name                            |
| ukrainisch transkribiert | ukrainisch     | russisch                        |
| ------------------------ | -------------- | ------------------------------- |
| Beresiwka                | Березівка      | Березовка (Beresowka)           |
| Berestowez               | Берестовець    | Берестовец                      |
| Chowmy                   | Ховми          | Ховмы                           |
| Illinzi                  | Іллінці        | Ильинцы (Iljinzy)               |
| Krasnosilske             | Красносільське | Красносельское (Krasnoselskoje) |
| Lyniwka                  | Линівка        | Линевка (Linewka)               |
| Prochory                 | Прохори        | Прохоры                         |
| Saporischschja           | Запоріжжя      | Запорожье (Saporoschje)         |
| Schewtschenka            | Шевченка       | Шевченко (Schewtschenko)        |
| Smoljasch                | Смоляж         | Смоляж                          |
| Stepaniwka               | Степанівка     | Степановка (Stepanowka)         |
| Sydoriwka                | Сидорівка      | Сидоровка (Sidorowka)           |
| Wolowyzja                | Воловиця       | Воловица (Wolowiza)             |
| Worona                   | Ворона         | Ворона                          |